# アダルトゲームメーカー一覧
アダルトゲームメーカー一覧（アダルトゲームメーカーいちらん）は、主にアダルトゲームを製作しているメーカー（企業・同人を問わない）及びブランドの一覧である。なお、所属する組織が不明確なブランドは、#印をつけている。 

## 存続している会社

### あ行
- ILLGAMES#
- 有限会社アイオー
  - mixed up
- 有限会社アイス[1]
  - チロル
- 有限会社AKABEiSOFT2[1]
  - あかべぇそふとつぅ（第１開発事業部）
    - あかべぇそふとつぅTRY
    - あかべぇそふとすりぃ

  - 暁WORKS（第3開発事業部）
  - hibiki works（第4開発事業部）
  - てぃ～ぐる（第5開発事業部）
- 株式会社アクアプラス[1]
  - Leaf
  - AQUAPLUS（コンシューマー向けブランド）
- 有限会社ACTRESS
  - アクトレス
  - あてゅ・わぁくす
- 株式会社アクラス[1]
  - アイチェリー（DVD-PGブランド）
  - アトリエさくら
- 株式会社アシッド[2]
  - アージュ (âge)
- 株式会社アスカデザイン[1]
  - NanaWind
- 株式会社アステックトゥーワン[1]
  - アトリエかぐや
- 有限会社アセンドアイ[2]
  - スワン
  - スワンマニア
  - ダークスワン
  - スワンアイ
  - スワンアイ+
  - 黒鳥
- アップセット株式会社[1]
  - Etoiles
- 合同会社アトリエアクア[1]
  - SORAHANE
- 株式会社アポスト[1]
  - CLAPWORKS
- 株式会社天沼矛
  - アメノムラクモ
  - アパタイト
  - トルピード
  - モノグラム
  - スピンドル
- ARIDESIGN株式会社[2]
  - ROOT
  - CLOVER
  - ORBIT-CACTUS
  - CORE
- 株式会社アルカディアワークス[1]
  - アストロノーツ・シリウス
  - アストロノーツ・スピカ
  - アストロノーツ・アリア
- アミューズクラフト（株式会社ソフパル ゲームソフト開発部[1]）
  - 天津堂
  - CERES
  - STRIKES
  - ユニゾンシフト
    - ユニゾンシフト:ブロッサム
    - ユニゾンシフト・アクセント

  - Hearts
  - ぷらちなレーベル
  - piriri!
  - Qoo brand
  - エレクトリップ
- 有限会社アルティエ
  - TOPCAT（活動休止）
- 有限会社アルビオン[2]
  - ORCSOFT
  - パルテノン
  - ARTEMIS.
  - ソフトさ〜くるクレージュ
  - クレージュA
  - ソーラレイ
  - スレイプニール
- 有限会社アレス
  - ういんどみる
  - ういんどみるOasis
- 株式会社アンノックアウト[2]
  - softhouse-seal
  - softhouse-seal GRANDEE
  - SAMOYED SMILE
- イープロダクト株式会社[3]
  - catwalk
    - catwalk NERO

  - Frill
  - Spray
  - 合資会社メイクハート
    - 裸足少女

  - スタジオメビウス
    - Studio Ring

  - ZION
- 株式会社itan[1]
  - frantic labo
- INTERHEART#
- 株式会社インフィニブレイン[4] / 有限会社スロアストン
  - Lilith（リリス）
  - BLACK Lilith（ブラックリリス）
  - ANIME Lilith（アニメリリス）
  - Lilith MIST（リリスミスト）
  - Ands
  - すとれーと
- 株式会社インレ[5]
- 株式会社ウィルプラス[5]
  - （男性向けブランド）
  - Empress
  - ensemble
    - ensemble SWEET

  - ETERNAL
  - Guilty / Guilty+
  - HERMIT
  - propeller
  - プラリネ
  - PULLTOP
    - PULLTOP LATTE
    - PULLTOP Air

  - しらたま
  - とこはな
  - （女性向けブランド）
  - Sugarbeans
- 合資会社ウィンタース[5]
  - WINTERS
- 株式会社エーテルインターライン[5]
  - じぃすぽっと
- 株式会社エイ・ワン・シー[5]
  - Shelf
    - Darkshelf

  - Grand Cru
  - biscotti
- 株式会社エウクレイア[5]
  - エウシュリー
  - アナスタシア
- 株式会社エクス
  - EX-ONE
- 合同会社EXNOA[6]
  - キャラメルBOX
  - Comet
- 株式会社エスアイエスプランニング[5]
  - Anim
  - CROWD
  - CLIP☆CRAFT
- 有限会社SGP SOFTWARE[5]
  - SGP Software
- 株式会社エスデジタル[5]
  - LiLiM
    - LiLiM DARKNESS

  - Le.Chocolat
  - Sugar Pot
  - Princess Sugar
- 有限会社エッジ[4]
  - BLACK PACKAGE
  - BLACK PACKAGE TRY
  - BLACK PACKAGE XXX
- 株式会社NKクリエイト[5]
  - 3rdEye
- 株式会社エフアールエヌ[5]
  - SMILE
- エフアンドシー (F&C) 株式会社[5]
  - フェアリーテール (FAIRYTALE)
  - カクテル・ソフト (COCKTAIL SOFT)
  - RED-ZONE（レッドゾーン）
  - F&C FC01
  - F&C FC02
  - 株式会社シャルラクプラス
- 株式会社エフォルダム（AKABEiSOFT2系列）[5]
  - エフォルダムソフト（有限会社AKABEiSOFT2　東京開発室）
    - エフォルダムソフトcrown

  - あっぷりけ（有限会社AKABEiSOFT2　第３開発事業部）
- 株式会社エムトリックス[4][7]
  - Jelly Bean
  - ぴいちぐみ
  - BLUE JELLY
  - Arianrhod
- 有限会社エレメント[5]
  - エスクード
- 株式会社エンタコン[4]（旧・株式会社ニューラル）
  - CLOCKUP
    - CLOCKUP team.DYO
    - CLOCKUP team.ANISE
    - CLOCKUP team.LILAC
    - C.C.CLOCKUP
    - クロックアップ企画

  - 銀時計
  - parade
- 株式会社エヴィ
  - evee
- 有限会社エンターエッヂ[5]
  - SKUNKWORKS
  - :co/on
- 株式会社オメガビジョン[5]
  - Navel
  - Lime
- 株式会社オーディン[4]
  - わるきゅ〜れ

### か行
- 有限会社CUFFS[3]
  - CUFFS
  - Sphere
  - CUBE
- 有限会社吉召ソフト屋しゃんばら[3]
  - ピンキィソフトMMM
- 株式会社キッチンガイズファクトリー[3]
  - OVERDRIVE
- 株式会社キルタイムコミュニケーション[6]
  - ミルフィーユ
- 有限会社クアードラ[3]
  - STARGAZER
  - My Daughter
  - Bitter half
  - ぷちぱるふぇ
  - Chien
- クオリティコンフィデンス株式会社
  - etude
  - eufonie
  - Ricotta
  - STREGA
  - COMFORT(コンシューマー向けブランド)
- 有限会社クライン[3]
  - KLEIN
- 株式会社クリアブルーコミュニケーションズ[3]
  - Purple software
  - WHITESOFT
  - しとろんソフト
- 株式会社クリアレーヴ[3]
  - ぱれっと
  - バグシステム
  - Lamia
  - 娘娘
- 株式会社グリーンウッド（国立市）[3]
  - すたじお緑茶
- 株式会社グリーンウッド（三鷹市）[3]
  - light
- 合同会社クローバーソフトウエア[3]
  - ALcot
    - ALcotハニカム
- 株式会社KUROGANE[3]
  - TABOO
- 株式会社CROSSOVER[3]
  - とりぷる・すれっと
  - スタッフィング
  - ファイヤワークス
  - include
- 有限会社クロン
  - 千世
- 有限会社グングニル[3]
  - Innocent Grey
  - Noesis
- 株式会社ケー・ティー・ファクトリー[3]
  - AMBER(アンバー）
- 株式会社言語社
  - Sputnik
  - bitterdrop
- 株式会社コアマガジン[3]
  - メガロマンス
- 株式会社コンテンツトラフィック
  - ディーオー (D.O.)
  - ZyX
  - 株式会社シーディーブロス[3]
- 有限会社東風[3]
  - ASOBELL
  - パティスリー
- 有限会社コネクト・ウィザード[3]
  - すみっこソフト
- 有限会社コミック[3]
  - ApRicoT
- 合同会社崑玉
  - たぬきそふと
- 株式会社コタプロダクション
  - ソクラテス
- 株式会社コロン
  - I.D.
  - P.W.
- 合資会社コンプリーツ[3]
  - オーサリングヘブン
  - コンプリーツ
  - クロストーク

### さ行
- 株式会社彩牙[3]
  - RusK
  - ゆ〜かりそふと
- 有限会社サイバーワークス[3]
  - TinkerBell
  - Wendy Bell
- SAGA PLANETS#
- 有限会社ジーエスライン　
  - abelia
  - しゃくなげ
- 有限会社ジェリーフィッシュ[3]
- システムソフト・アルファー株式会社
  - unicorn-a
    - あねせん
    - Ark Shell
    - げーせん18
    - unicorn-b
- 株式会社シャルトリュー (Chartreux)[3]
  - Rosebleu
- 有限会社シューティングスター
  - Athena
- 株式会社シュピール[3]
  - TAKE OUT
  - Love Juice
  - オーバードーズ
  - Witch Flame
  - 濡汁
  - 鬼畜野郎
  - トリプルエックス
  - ミスリルソフトウェア
  - A'sRing
- 株式会社スクウェア[3]
  - U・Me SOFT
  - ソフトウェアハウスぱせり
- 株式会社ズー[6]
  - Norn
  - Miel
  - Cybele
- 有限会社スケアクロウ[3]
  - アボガドパワーズ
- 株式会社スカイドッグエンタテインメント
  - STUDIO邪恋
- 合資会社スカイ・フィッシュ[6]
  - SkyFish
- 株式会社スクルズ
  - つるみく
- 株式会社スタークロス
  - CASSIOPEIA（ぺんしるパーティーブランド）
  - NONSUGAR
- 合資会社スタジオエア
  - StudioAir
- 株式会社スタジオ・エゴ[3]
  - Studio e.go!
  - Blue Impact
- 合同会社スタジオ九尾[3]
  - ninetail
  - dualtail
  - tritail
- studio blanket[3]
- 有限会社スタジオナレッジ[3]
  - Fizz
- 株式会社スタジオパンドラ[3]
  - LOST SCRIPT
- スタジオペールアクア
  - Gipsy
- スタジオ・ルクス
  - ルクス
  - Psy-chs
- 有限会社スタック[3]
  - オーバーフロー (Overflow)
- 株式会社STEP・IN
  - Blue Topaz
- 株式会社ストーンヘッズ[3]
  - PIL
  - CODEPINK
- sprite#
- 株式会社スペースプロジェクト[3] / 株式会社広美[3]
  - JANIS
  - SPEED
  - Ciel
  - Puzzlebox
  - hourglass
- 合同会社スマイルソフトウェア[3]
  - 筆柿そふと
- 株式会社7COLORS[3]
  - Twinkle
- 有限会社センキ（アトリエ・センキ）[3]
  - Waffle
- 有限会社セルウィッシュ[3]
  - AXL
- 株式会社XERO[3]
  - XANADU
  - めろめろキュート
  - C:drive.
  - onomatope*
- 株式会社ソルジャーブルー[3]
  - ねこねこソフト
  - コットンソフト

### た行
- 株式会社TOUCHABLE [3]
  - TOUCHABLE
- 株式会社チャンピオンソフト[3]
  - アリスソフト
  - Alice Blue
- 株式会社デジアニメ[3]
  - digi Anime
  - AbelSOFTWARE
  - Cain
  - Red Label
  - DisAbel
- 有限会社テトラテック
  - TETRATECH
- ティラミスヴィラ
- 有限会社ティーツー[6]
  - ピンパイ
  - ピンパイジューシ
- 株式会社でぼの巣製作所[3]
  - でぼの巣製作所
  - Silksoft（販売はアーカムプロダクツ株式会社）
- 株式会社トゥインクルクリエイト[3]
  - ひよこソフト
- 株式会社トラスロッド・ジャパン[3]
  - Whirlpool

### な行
- 株式会社ナイトウィンド
  - シルキーズプラス
  - シルキーズSAKURA
- 株式会社ナゲッツ[3]
  - CATTLEYA
- 株式会社和[3]
  - 縁 -yukari-
- 株式会社日商総合企画[3]
  - BISHOP
- 株式会社ニトロプラス [6]
  - Nitro+（ニトロプラス）
  - Nitro+CHiRAL（ニトロプラスキラル）
- Nail
  - Nail Sharp
- 株式会社ネクストン (NEXTON)[3]
  - PSYCHO
  - Tactics
    - Tactics*Latte
    - Tactics Luxury

  - SCORE
    - しゅこあ!

  - BaseSon
    - BaseSon SPICE*

  - Liquid
  - PL+US
  - RaSeN
  - Nomad
- 株式会社No Company[3]
  - HARUKAZE
- 有限会社ノーツ[3]
  - TYPE-MOON

### は行
- 株式会社葉月[3]
  - オーガスト
  - ARIA（コンシューマー向けブランド）
- 株式会社パムソフト[3]
  - Rabbit
- 有限会社ビーアイコミュニケーションズ
  - Cyc
  - Cyc ROSE
  - WHITE Cyc
  - Rainbow Cyc
- 株式会社ピーエムワークス [6]
  - Moviendo
- 有限会社ピースソフト[3]
  - PeasSoft
- 株式会社ビジネスパートナー[3]
  - ライアーソフト (Liar-soft)
    - レイルソフト (raiL-soft)
- 株式会社ひつじぐも
  - スマイル戦機
- 株式会社ブームスタイル
  - GLacé
  - Galette
- 合資会社ファーストリーム
  - flap
  - HighRunning
- 有限会社ファインモーション
  - SherbetSoft
- 有限会社フェイバリット[3]
  - FAVORITE
- 有限会社フィックス
  - H.W.Lab（ウエスト研究所）、Trush
- 株式会社フォーナイン
  - シロップ
- 株式会社フューチャーリンク
  - FOUNDATION
- 株式会社FLAT
  - FLAT
  - BOOST5
  - FLATZ
- 有限会社プラネッツ[3]
  - ま〜まれぇど
- 株式会社ブランエール[3]
  - クロシェット
- 有限会社フリーフルソフト[3]
  - Q-X
- 有限会社ブルークレフ
  - Symphony
- 有限会社ブルーゲイル[3]
  - BLUE GALE
  - ブルゲON DEMAND
  - ブルゲLIGHT
  - LAPIS BLUe.
- 有限会社ブルースカイ[3]
  - 野良うさぎ
  - DERUT！
  - ぱちぱちそふと
  - ソフトハウスSORA
- 株式会社フロントウイング[3]
  - FrontWing
- 株式会社プロジェクトマーズ
  - LevoL
- 株式会社ベースユニット[3]
  - 蛇ノ道ハ蛇ソフト
  - 脳内彼女
  - Heat-Soft
  - Eroro
- 株式会社ぺんしる（プロダクションぺんしる）[3]
  - ぱじゃまソフト
  - ぷちぱじゃま
  - ぱじゃまエクスタシー
  - Lillian
  - bootUP!
  - SEVEN WONDER（合同会社トライスター）
  - Aries
  - CASSIOPEIA
  - Pink Tissue
- 株式会社ホークアイ[3]
  - みなとそふと
  - みなとカーニバル
  - ホエール
- 有限会社ポジション[3]
  - TRYSET
- Holicworks株式会社[6]
  - LOVEDELIVERY
  - TYRANT
  - judith
- 株式会社ホワイトピジョンワークス[6]
  - ルナソフト

### ま行
- 株式会社まどか[3]
  - 美蕾
  - たるたるもにゃー
- 有限会社マリゴールド[3]
  - ルネ
    - ルネ Team Bitters
    - ルネ loves K
    - ルネ featuring D

  - ネル
  - マリン
  - アンダームーン
  - オーバードーズ
  - タイガーマンプロジェクト
- 株式会社まるいち[3]
  - だんでらいおん
- Marron[3]
- 有限会社ミマス
  - クリムゾンSS
  - 5bit
- 株式会社美遊[3]
- 有限会社ムーン[3]
  - TOMATO
  - ビタミン
  - 祭企画
  - スタジオカメ
  - ルナティック
  - イノヘッドスタジオ
- 株式会社ムーンストーン[3]
  - MOONSTONE
    - MOONSTONE Cherry
- ムーンフェイズ株式会社[3]
  - ケロQ
  - 枕
- 有限会社ムーンパロット
  - An*tique
- 有限会社メディアクルーズ[6]
  - H℃
- 株式会社moby-dick
  - CIRCUS[3]
- 株式会社モノクローマ[3]
  - 天狐
  - Littlewitch（リトルウィッチ）
    - Littlewitch velvet
- 有限会社モフモフ[3]
  - Inspire（インスパイア、いんすぱいあ） - 現在の名義は「PHASE」。
  - FG
- 株式会社森田商店[3]
  - あいりゅ
  - アイル
  - アイン

### や行
- 株式会社U.L.B[3]
  - Potage
- 株式会社ゆゑ
  - Exception
- 株式会社ユニファン[6]
  - little cheese
- 株式会社ユノス
  - ゆずソフト
- 株式会社YourGames

### ら行
- ライドオンワークス株式会社（旧・株式会社瑞インターナショナル）[3]
  - NOIR
  - ふくろう
  - BIANCA
  - LIEBE
  - フェレット
- LOVERSOUL
- ラプラシアン株式会社
  - PRINCIPIA
- 合同会社ランシャン
  - Eleonora
  - TRICK STAR
- 株式会社ランバ・アミューズ[3]
  - BLACK Cyc
  - CYCLET
- 有限会社ランプオブシュガー[3]
  - Lump of Sugar
- 有限会社リバティソフトウェアプロダクツ[3]
  - 覇王
  - MILKCROWN
  - 白濁系
  - 桃源郷
- 有限会社リップオンヒップ
  - 匠
  - TearDrop
- 有限会社ルートツー[3]
  - Triangle
  - Delta
  - Trois
  - Drei
- 株式会社root nuko[3]
  - root nuko
- 株式会社RAID[3]
  - 株式会社MASTERUP
    - 黒雛
    - 桃雛
    - 萌雛
    - 暗黒劇場
    - 桃色劇場
    - 熟れ専
    - 可憐ソフト
    - EROTICA BLACK
    - EROTICA PEACH
    - 極フェロ
    - 桃フェロ
    - おとこの娘倶楽部

  - Yatagarasu
- 有限会社レインソフトウェア[3]
  - RAIN SOFTWARE
  - BLACKRAINBOW
  - cyon
  - SUNLITE
  - Singing Canary
- 合同会社レガート[3]
  - Cross over
- 株式会社RED FLAGSHIP
  - Prim Rose
- ロータス
  - DIVA
- 株式会社ロボプランニング[3]
  - HOOKSOFT[8]
    - SMEE
    - THE JOLLY ROGER
    - Tily

  - ASa Project
- 合同会社ロングショット
  - 10mile

### わ行
- 株式会社ワークマン (Reactor)[3]
  - Kiss
  - Kiss-MA
  - Pleats soft
  - Hatena
  - オレンジペコ
- 株式会社ワイアーヘッド
  - Digital Cute
- 株式会社ワンポイント[3]
  - eRONDO

## 同人メーカー・ブランド
- Sage（サージュ）#
- 合名会社スタジオミルク
  - 私立さくらんぼ小学校#
  - 私立さくらんぼ乳学校
- 有限会社クレージュソフトウェア 
  - ソフトさ〜くるクレージュ
  - クレージュA
- 有限会社ハッピーメイク 
  - Parthenon（パルテノン）
  - Parthenon ZERO（パルテノン ゼロ）
- sol-fa-soft（ソルファソフト）#
- 株式会社煉瓦社
  - ピンポイント（pin-point）
- 株式会社チアソル
  - Shining Star
  - 神無月製作所・妻魅組
  - Bud of Maiden
  - Software circle Mercure
  - Magical☆Girl
  - レオナルド研究所
- 株式会社フレイル
  - モーニングスター
- 水鏡
  - BLUEWATER

## かつて存在したメーカーとそのブランド
活動停止に至った経緯（メーカーの事業撤退、統廃合、解散）は区別しない。このため、他事業(ゲームソフトと無関係の事業を含む)で活動を継続しているメーカーがある。また、現存メーカーの一部ブランドの活動停止は含めない。
あ行
- 株式会社アアル
  - r. (Aaru)
  - ぴよぴよ組

- 有限会社アイス
  - KIT
  - Juice

- アーカムプロダクツ株式会社
  - TEAM暗黒媒体
  - カニスキー

- 株式会社アークライト
  - BLACK LIGHT
  - OUTGROW
  - TerraLunar
  - ALTERNA

- アールエスケイ株式会社（ドット企画）
  - Regulus

- I.S.C.
  - キュイッス

- 有限会社アイビックス/有限会社フリーウェイ
  - MAGI
  - Concerto
  - Journey

- 合同会社アイリスデザインワークス
  - AURORA

- 株式会社アイワン
  - ILLUSION

- アスキー
- artifact（アーティファクト）
  - ムー一座

- アクアハウス
  - AQUAHOUSE
  - Serene
  - Chiffon
  - ヘリオス
  - マリンハート

- 有限会社アクアリウム
  - AQUARIUM、しーくえんす

- 有限会社アクセル
  - Selen
  - fairys

- 株式会社アグリー
  - ちぇりーそふと - スタッフの一部がArtに移行。

- 株式会社アシッド
  - ミラージュ (mirage)
  - ファイアージュ (φâge)

- アセンブラージュ株式会社
  - INDIGO
  - CARMINE

- 株式会社アップルパイ
- 株式会社アニゼッタ
  - アニゼッタ

- 株式会社アポロンクリエイト
  - SAINT

- 有限会社アルケミー
  - グーテンターク
  - すもも
  - みるくぱい
  - DISTORTION
  - DARKROSE
  - GRACIOUS

- 株式会社アルテシア
  - ALTACIA、A2、プラチナソフト

- 有限会社アライブ
  - UNDEAD
  - かすたーど

- 有限会社アルテミス
  - Witch
  - Katze

- 株式会社アルファ
  - にくきゅう、OUTLAW

- 有限会社アレックス
  - ScooP

- Ange - 「KO世紀ビースト三獣士」のマトリクスの関連ブランド。
  - ソルシエール

- イーアンツ有限会社
  - エイチソフト
  - STUIDO Kinky
  - Noise
  - ティラミスヴィラ
    - リボンマジック

  - ティアラモード
  - サンダルダッシュ

- 有限会社iseriA
  - Hecate

- 株式会社イデア・コム
  - aias

- 株式会社インターアパレル
  - TAIL WIND
    - TAIL SKID

- 株式会社インターハート
  - きゃんでぃそふと
  - ういろうそふと
  - REAL
  - ぐみそふと
  - 娘。

- 株式会社WIZ
  - R-RATE、STUDIOねこぱんち

- ウェンディマガジン
  - ミスティ
  - FrontHook

- 有限会社ウラン
  - URAN
  - telluru

- 有限会社エイアイアール
  - HYPERSPACE、GAIA、VEGA、Tablet、DEVIL’S WORKS

- 宇宙企画
- h.m.p
  - Sepia

- 有限会社エクスト
  - Guts!

- 株式会社エクセレンツ
  - フォア・ナイン、apricot、デザイアー
  - M’s、パールソフト、ピストンソフト
  - SealStaff

- エスアイエスプランニング
  - emu

- エニックス
- 株式会社エルフ
  - エルフ
  - シルキーズ

- 株式会社エンターグラム
  - 戯画
  - PINK CLOVER

- エンターブレイン
  - TECH GIAN

- 桜桃書房
  - 淫・SIDE、桜桃メディアラボ

- オークランド
  - Milky Farm、スピカ

- オー・パーツ
  - あんく
  - ぷちあんく
  - タリスマン

- 有限会社オーバー
  - すたじおみりす

- 有限会社オプト
  - Factor

か行
- 有限会社ガールズソフトウェア
  - GIRL’S SOFTWARE

- ガイナックス
- 有限会社カスタム
  - カスタム

- 合資会社カスタムソフトウェア
  - CustomSoftware

- 河童堂
- 角川書店
  - WellMADE

- 合資会社ガド・ティグレ
  - ABHAR - 製作スタッフ等によってTrumpleが設立されている。
    - ABHAR Tronc
    - ABHAR Rousalka
    - ABHAR Tabby

- 合資会社カレイドスコープ
  - maple、wing、ハチミツ

- 有限会社キャラ
  - ソフトハウスキャラ

- 有限会社キャリエール
  - キャリエール

- キューティーリソース
  - LIBIDO

- KUKI
- 有限会社くくり
  - チュアブルソフト

- 株式会社グリフォン
  - Studio MGCM

- 株式会社CROSSNET
  - CROSS NET
  - EVE

- 有限会社クロムウェル
  - 戯作座/メルロー

- クリスタル映像
  - CRYSTAL VISION

- グレイト
  - PLUM

- 有限会社クラフトハイル
  - LOVE-GUN

- 有限会社グランブルー
- ゲオ
- 光栄マイコンシステム
- コスモスコンピューター
  - ルナーソフト
  - WEAPON
  - RISE

さ行
- サークル出版社
  - DALL、ADNiS

- サイバーフロント
  - KID

- 株式会社彩文館出版 - アダルトゲーム事業をエスデジタルに移管。
  - Bunny Pro
  - Scramble HOUSE

- サイレンス
  - ソニア
  - シークラス

- 株式会社ザウス (XUSE)
  - Xuse

- 株式会社サカモト
  - GROOVER

- 有限会社サンウェスト
  - eelcom、Ralf

- 株式会社三和
  - GASTRO

- CSK
  - LOVECOM - 東映ビデオとの提携ブランド。

- 有限会社シーライオン
  - Pochette

- JADE
  - Saphir、ケルト、フルーツ

- SYSTEM HOUSE OH!
- シャイ企画
  - EDEN

- 株式会社ジャスト
  - JAST
  - ティアラ
  - Angel Hearts

- ジャパンホームビデオ
  - アリスJAPAN

- 株式会社ジャム・クリエーション
  - ainos
  - AQNOS
  - でこポン!

- 有限会社シルバーバレット
  - Silver Bullet
  - カウパー (COWPER)
  - Meteor（元はナインプラネッツのブランド）

- スクウェア - 上記の存続しているのスクウェア (アダルトゲーム会社)は別の会社。
- スタークラフト
  - STUDIOみるく

- 有限会社スタジオOX
  - NEON、ISF

- スタジオオフサイド
  - ポニーテールソフト
  - MEGAMI

- 合資会社スタジオズー
  - LiFox

- 有限会社スタジオライン
  - Terios
  - CALIGULA
  - Gash

- ストライカー
  - くりーむソフト

- スパイスソフト
- 株式会社ゼウス
  - Jupiter

- 有限会社セグエラボラトリー
- セタ
- 雪月花ソフトウェア株式会社
  - 雪月花ソフトウェア
  - 乱蝶姫

- 株式会社セブンエイト
  - DISCOVERY (REBORN from 2000)
  - ディスカバリーマーズ
  - もーにんぐ
  - 汁・ザル

- 有限会社セルワークス / 株式会社ピックス
  - ALL-TiME

- 全流通
  - スタジオエンジェル
  - グローサー

- ZONE
- 有限会社ソシエッタ
  - ソシエッタ代官山
  - Active
  - くるりアクティブ

た行
- 有限会社ターニング・ポインツ 
  - ペパーミントKids

- 有限会社ダイス
  - evolution

- ダイナミックプロダクション
- タキ・コーポレーション
  - ウィッシュボーン

- 株式会社タケ・ビジョン
  - West Vision
  - あんでる/C-side/Esport

- 辻事務所
  - AGUMIX
  - アルシーヴ

- 株式会社ディール
  - Tarte - 倒産後、RococoWorks設立。
  - Tail
  - ぷらす+てぃっく
  - Anemone
  - Raccoon

- デービーソフト
  - マカダミアソフト

- 有限会社デジタルネットワークサービス
  - Infinity∞

- 株式会社テックアーツ
  - May-Be SOFT（有限会社リエーヴル）
  - MBS TRUTH
  - SQUEEZ
  - G.J?
  - OLE
    - OLE-M

  - Tech Arts 3D

- ドゥジーン
  - 公爵

- トータル・メディア・エージェンシー
  - Peach

- ドールハウス
- 徳間書店インターメディア株式会社
  - テクノポリスソフト（GAMEテクノポリス）

- トライアド
  - 猫球、オムニ舎

- ドリームジャパン
  - D-Angel

な行
- ナインプラネッツ
  - Meteor - ナインプラネッツのブランドとしては解散しスタッフはCometを設立。

- ナグザット
  - 幻ウェア

- 株式会社ナスカークラフト
  - IXIA

- 日本ファルコム
- 日本物産株式会社
  - SPHINX

- 日本プランティック

は行
- ハドソン
- ハート電子産業株式会社 - 株式会社アイワンに移行。
  - ハートソフト

- ハード
- バードランド
  - Blucky、［ｋ］RIMZON FAKE

- 株式会社バーサーカー
  - BERSERKER、ペルシャソフト

- 株式会社BasiL Software
  - BasiL

- 合名会社ハイクオソフト
  - ハイクオソフト

- 株式会社パスカルツー
  - ボンドソフト

- パソコンショップ高知
- 有限会社バニラ
  - UNCANNY！

- 有限会社ぱにっく
  - P-factory

- 有限会社ハンズ
  - MESA

- 有限会社ぱんだはうす
- 有限会社ビーアイジー
  - SARANG

- 株式会社ビジュアルアーツ
  - AMEDEO
    - Kur-Mar-Ter

  - Bonbee!
    - ocelot（一般向けブランド）

  - CONCEPT
  - Key
  - mana
  - pekoe
  - RAM
  - ZERO
  - 有限会社エルシーナ
    - Lapis lazuli

  - 株式会社ぐーぱんち
    - 13cm
    - 130cm
    - 13cc

  - シリウス
  - のると
  - はむはむソフト
  - 人形遊戯舎
  - プレイム (PLAYM)
  - ZION

- 株式会社ヒュー
  - colors
  - Mosaic
  - vivid

- ファミリーソフト
- フォーサイト
  - iris

- 株式会社フォリオ 
  - TOP
  - Rolling Star

- 有限会社フルール
  - Muscadet
  - HammerHeads
  - Mignonne

- 有限会社フレンズ
  - フェイス、Spiral

- 有限会社プラス
  - Studio Ebisu

- ブロッコリー
  - La'cryma - 事業譲渡。

- ピーズサイテック - ソフト販売事業を彩文館出版に移管。
  - ACID PLAN

- ビデオシステム
- ビットデザイン有限会社
  - mixwill soft
  - TEATIME
  - FULTIME

- 姫屋ソフト
  - シーズウェア

- 有限会社ヒルフィールド
  - EasyMode

- 株式会社ペーパームーン
  - SQUADRA D

- 有限会社ペンギンワークス
- ホームデータ
- 株式会社ボーントゥ
  - Lose

- ポニー
  - PONYCA

- ホビボックス株式会社
- 有限会社ホワイトローズ
  - feng

ま行
- マイアミソフト
- マイハーベスト
  - Harvest

- 株式会社マップジャパン
  - エアプランツ

- まんぼう小屋/C-Lab
  - SOUP

- ミスリル
  - 月面基地前

- 株式会社ミノリ
  - minori

- 株式会社ミンク
  - M de PINK
  - M no Violet
  - M na RED
  - M ni AQUA

- 有限会社メディアボックス
  - MAIKA

- モアデジタルエンタテインメント株式会社
  - MORE

や行
- 株式会社ヤクト
  - Aile

- 有限会社フライングシャイン/株式会社メガリスソフト
  - FlyingShine
  - FlyingShine黒
  - FlyingShine寿
  - FlyingShine犬
  - らぱぷる
  - Axis

- 有限会社ユーコム
  - UCOM、for

ら行
- 株式会社ラクジン
- 有限会社ラズエル
  - Lass

- ラプラシアン株式会社
  - Laplacian
  - スタジオ神楽
  - R/A software

- ラナップ
  - ピーチソフト

- 有限会社リッツ
  - ギミックハウス
  - リンガーベル

- リバース･イメージ･クリエイション
  - VOICE

- 株式会社ルーン
  - CAGE
  - pianissimo
  - RUNE

- 有限会社レイヴ
  - RAVE

- 株式会社レイジングカンパニー
  - Nouvelle

- るんるんそふと
- 有限会社中善商会
  - Regrips
    - サークルO.S.I

- tumugi